# Aigle d'Australie
Aquila audax
Espèce
Statut de conservation UICN

 LC  : Préoccupation mineure
Statut CITES
L’Aigle d'Australie (Aquila audax), appelé également Uraète, est le plus grand rapace d'Océanie. Ses grandes ailes, ses pattes couvertes de plumes et sa queue pointue caractéristique (à l'origine de son nom anglais wedge-tailed eagle) permettent de le reconnaitre sans erreur au premier coup d'œil.

## Description

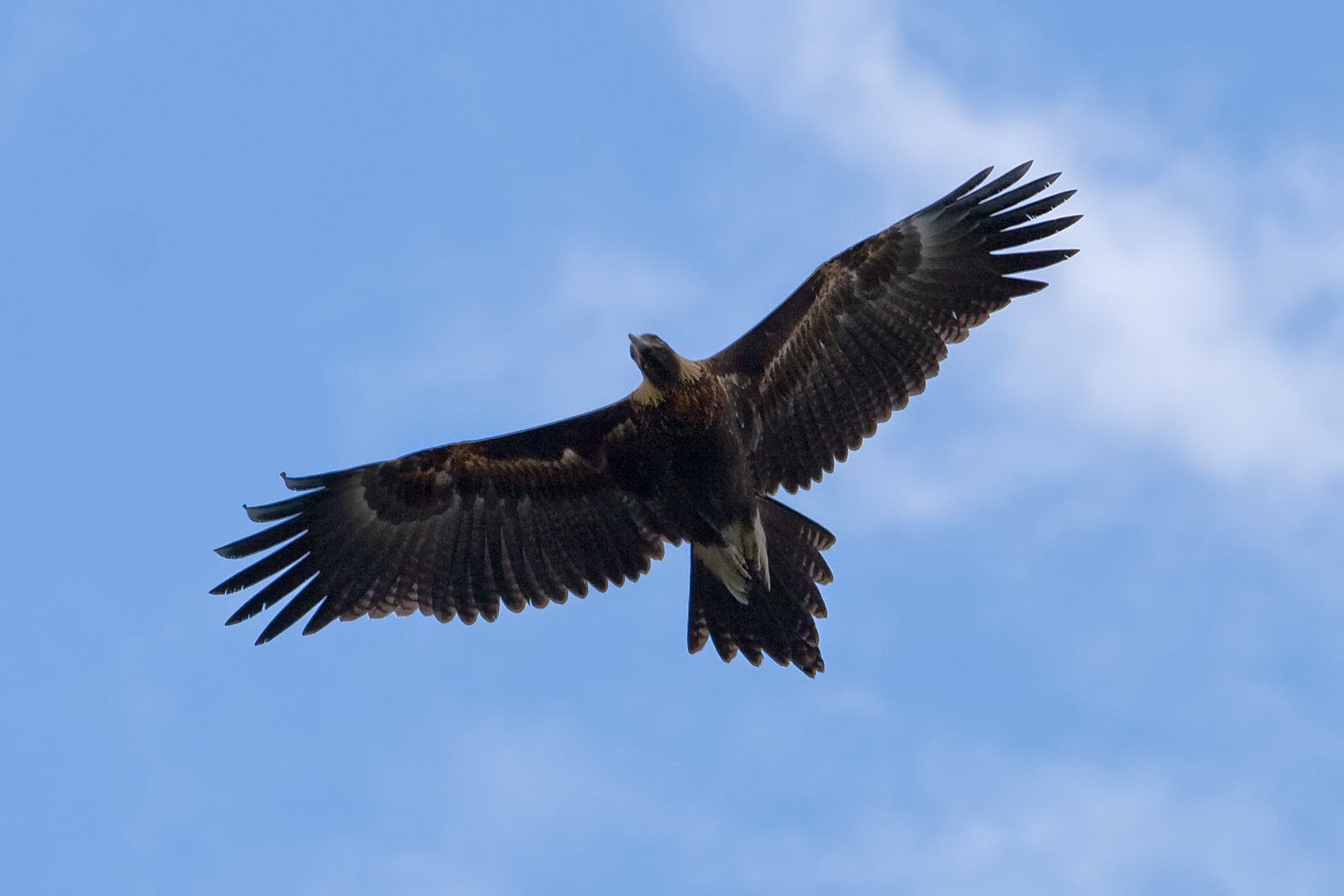
Aigle d'Australie en vol, avec la forme de la queue caractéristique.

Comme chez beaucoup de rapaces, la femelle est plus grosse que le mâle. Le poids d'une femelle est en moyenne de 5 kg pouvant dépasser parfois 6 kg. Les mâles ont un poids moyen de 4,2 kg. Leur longueur varie de 85 à 105 cm, leur envergure de 185 à 240 cm.
Les jeunes ont le corps d'un brun moyen avec les ailes et la tête légèrement plus claires rouge-brun. En vieillissant, ils deviennent de plus en plus foncés devenant brun-noir après 10 ans. Les femelles sont légèrement plus pâles que les mâles.

## Distribution et habitat
On trouve l'Aigle d'Australie dans toute l'Australie y compris la Tasmanie et le sud de la Nouvelle-Guinée, dans tous les milieux quoiqu'il préfère les zones faiblement boisées et les campagnes du sud et de l'est australien.

## Comportement et alimentation
Il est le plus souvent en vol, tournoyant des heures sans battre des ailes, jusqu'à 2 000 m d'altitude, parfois plus haut. Sa vue perçante va de l'infrarouge à l'ultraviolet ce qui lui permet de voir facilement ses proies et les courants chauds ascendants qui lui servent à atteindre des altitudes élevées sans effort.
Il peut capturer ses proies au sol, dans des attaques en piqué ou plus rarement en vol. Le choix des proies est affaire d'occasion mais c'est le plus souvent, depuis l'arrivée des Européens, les lapins et les lièvres qui constituent son alimentation de base. Il peut se nourrir de n'importe quel animal de taille adaptée, qu'il soit vivant ou mort. On a vu quelquefois des aigles chasser des animaux aussi gros que le kangourou roux, pousser des chèvres à se jeter du haut d'une falaise ou mettre en fuite des troupeaux de moutons ou de kangourous pour isoler un animal blessé.
Mais il se nourrit surtout de charognes, jouant un rôle de nettoyeur de la nature. Il est capable d'apercevoir un animal mort de très loin.

## Protection
La sous-espèce d'aigle de Tasmanie[réf. nécessaire] (Aquila audax fleayi) est classée comme espèce en danger par l’Environment Protection and Biodiversity Conservation Act (EPBC Act)(1999) avec moins de 200 couples sauvages. Comme pour le Thylacine, la chasse donnait droit à une prime autrefois en Tasmanie car on croyait qu'il s'attaquait au bétail.

## Sous-espèces
D'après la classification de référence (version 14.1, 2024) de l'Union internationale des ornithologues, l'Aigle d'Australie possède 2 sous-espèces (ordre philogénique) :
- Aquila audax audax (Latham, 1802) : Australie sauf Tasmanie ;
- Aquila audax fleayi Condon & Amadon, 1954 : Tasmanie.